# Rupan sansei: Babiron no Ogon densetsu
Lupin III: Legenda aurului din Babilon (titlu original: ルパン三世 バビロンの黄金伝説, Rupan sansei: Babiron no Ogon densetsu) este un film japonez de animație din 1985 scris și regizat de Seijun Suzuki și Shigetsugu Yoshida, bazat pe seria manga Lupin III  creată de Monkey Punch și al treilea film din seria anime după Lupin III și Lupin III - Castelul lui Cagliostro.

## Distribuție
| Personaj                   | Versiunea japoneză                 | Versiunea engleză                 |
| -------------------------- | ---------------------------------- | --------------------------------- |
| Arsène Lupin III           | Yasuo Yamada                       | Tony Oliver                       |
| Fujiko Mine                | Eiko Masuyama                      | Michelle Ruff                     |
| Daisuke Jigen              | Kiyoshi Kobayashi                  | Richard Epcar                     |
| Goemon Ishikawa XIII       | Makio Inoue                        | Lex Lang                          |
| Inspector Kouichi Zenigata | Gorou Naya                         | Doug Erholtz                      |
| Rosetta                    | Toki Shiozawa Naoko Kawai (tânără) | Ellyn Stern Lauren Landa (tânără) |
| Marciano                   | Maki Carrousel                     | Chris Smith                       |
| Kowalski                   | Chikao Ootsuka                     | Taylor Henry                      |
| Willy                      | Obon                               | Keith Silverstein                 |
| Chin                       | Kobon                              | Todd Haberkorn                    |
| Caramel                    | Fumi Hirano                        | Lauren Landa                      |
| Qing Xiao                  | Keiko Han                          | Cindy Robinson                    |
| Zakskaya                   | Rihoko Yoshida                     | Cindy Robinson                    |
| Saranda                    | Keiko Toda                         | Cindy Robinson                    |
| Lasagna                    | Saeko Shimazu                      | Michelle Ruff                     |
| Sam                        | Kenichi Ogata                      | Lex Lang                          |
| Interpol Commissioner      | Teiji Oomiya                       | Taylor Henry                      |
| Tartini                    | Yuuji Fujishiro                    | Todd Haberkorn                    |